# Морозівка (Конотопський район)
Морозівка (до 2016 року — Петрівка) — село в Україні, у Кролевецькій міській громаді Конотопського району Сумської області. До 2020 орган місцевого самоврядування — Камінська сільська рада.
Населення становить 109 осіб.

## Географія
Село Морозівка знаходиться на березі річки Локня, яка через 4 км впадає в річку Сейм, вище за течією на відстані 1,5 км розташоване село Заруддя. На відстані 1,5 км розташоване село Камінь. Через село проходить автомобільна дорога Т 1911.

## Символіка
На гербі зображена вівця, яка спирається на камінчик, на червоному тлі та блакитна сніжинка на білому. Вівця - в селі є вівцетоварна ферма і масово розводять овець. Камінчик - село підпорядковане сусідньому селу Камінь. Сніжинка і біле тло (сніг) а також червоне тло (в мороз червоніють щічки) вказують на назву населеного пункту (герб є напівпромовистим).

## Археологічні розвідки
Поблизу села виявлені поселення бронзової та ранньої залізної доби.

## Історія

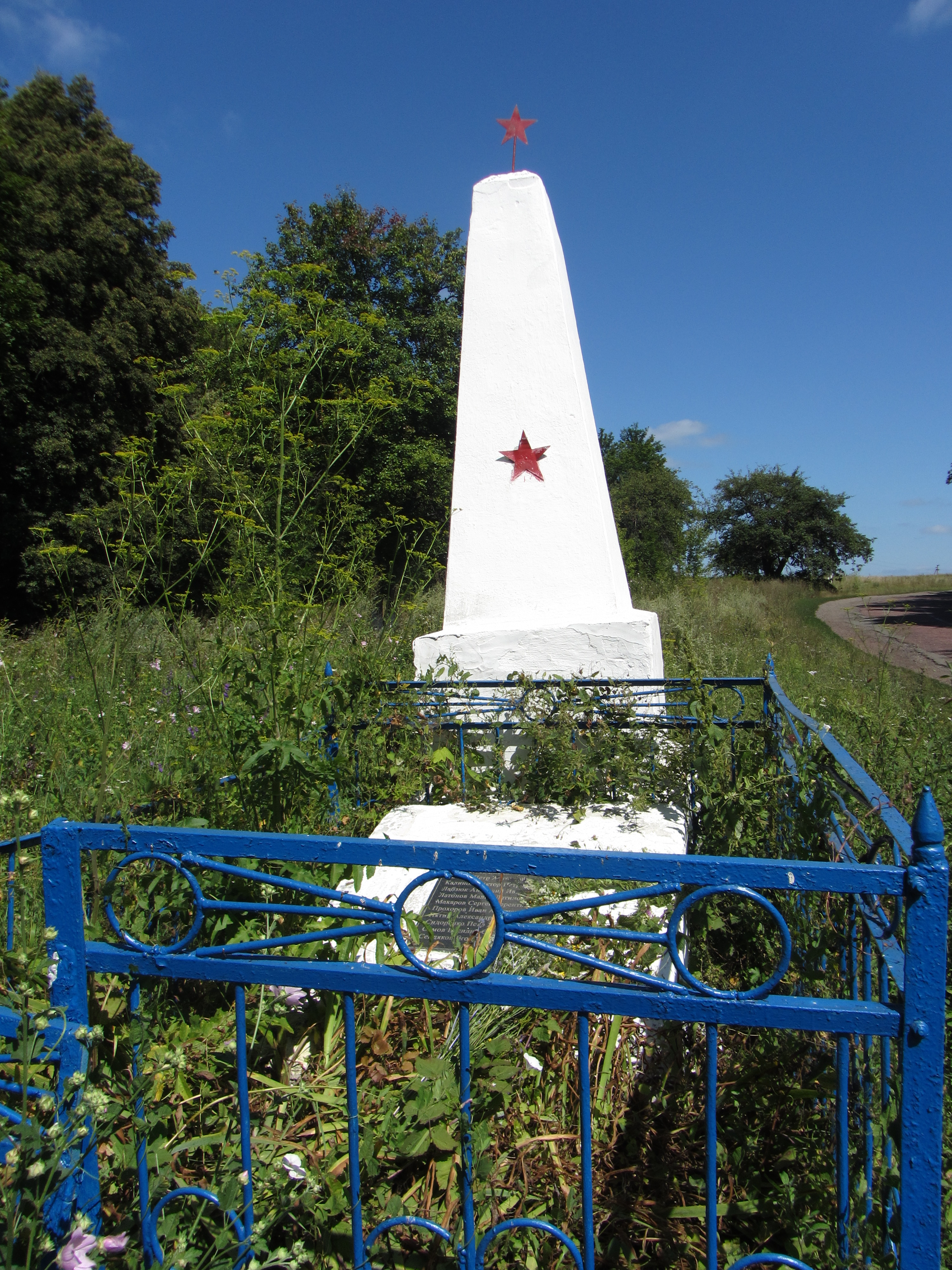
Братська могила радянських воїнів с.Морозівка

Згідно опису Новгородсіверського намісництва (1779-1781) село стояло на обох берегах річки Локні. В селі знаходиться будинок сотника малоросійського Романа Фененка
Напередодні скасування кріпацтва, 1859 року у казенному й козацькому селі Морозівка Кролевецького повіту Чернігівської губернії мешкало 312 осіб (158 чоловічої статі та 154 — жіночої), налічувалось 40 дворових господарств, існувала православна церква.
Станом на 1886 у колишньому державному селі Мутинської волості, мешкало 273 особи налічувалось 42  дворових господарства, існували православна церква, постоялий будинок, водяний млин, винокурний завод.
За даними на 1893 рік у поселенні мешкало 326 осіб (165 чоловічої статі та 161 — жіночої), налічувалось 45 дворових господарств.
19 травня 2016 року Верховна Рада України ухвалила постанову про декомунізацію, внаслідок чого селу Петрівка було повернуто історичну назву Морозівка. Постанова набула чинності 3 червня 2016 року.
12 червня 2020 року, відповідно до розпорядження Кабінету Міністрів України № 723-р «Про визначення адміністративних центрів та затвердження територій територіальних громад Сумської області», село увійшло до складу Кролевецької міської громади.
19 липня 2020 року, в результаті адміністративно-територіальної реформи та ліквідації Кролевецького району, увійшло до складу новоутвореного Конотопського району.

## Населення

### Мова
Розподіл населення за рідною мовою за даними перепису 2001 року:
| Мова       | Кількість | Відсоток |
| ---------- | --------- | -------- |
| українська | 106       | 97.25%   |
| російська  | 3         | 2.75%    |
| Усього     | 109       | 100%     |

## Економіка
- Вівцетоварна ферма

## Пам'ятки
Морозівська криниця - знаходиться біля с.Морозівка. Охайна, чиста криничка приваблює людей прохолодною, смачною водою, запрошуючи скуштувати її, адже вода -це наше життя! Вода в ній вважаєть найчистішою в Кролевецькій громаді.

## Відомі люди
У селі народився:
- Скиба Анатолій Георгійович — (09.05.1930 — 03.11.2001) — український скульптор, брат Юрія Скиби, член Національної спілки художників України